# Sfida
sfida（スフィーダ）は、株式会社イミオが運営するフットボールブランド。sfidaはイタリア語で「挑戦」の意。

## ブランドメッセージ
FOR THE CHALLENGER
『自分の夢やチームの目標に向かって、逃げずに何度でも挑んでいく。そんな世界中の挑戦者たちを、全力でサポートし続けていくこと。それが私たちの使命です。』としている。

## サービス
- FOOTBALL ZOO（フットボール ズー）
kids向けミニボールシリーズ。[3]
- sfida XU（スフィーダ クロスユー）
オリジナルユニフォームのシミュレーションサービス。[4]

## 契約

### 選手
- 後藤崇介[5]（ビーチサッカー）2012年〜2015年
- 横田陽介[6]（フリースタイルフットボール）2012年〜2014年
- 鄭大世[7]（サッカー）2012年〜2013年
- 中村友亮[5]（フットサル）2012年〜2013年
- 中井健介（フットサル）2014年〜2016年
- 田口元気（フットサル）2014年〜現在[いつ?]
- 金川武司（フットサル）2015年〜現在[いつ?]

### チーム
- フウガドールすみだ[8]（Fリーグ）2015/16シーズン〜現在[いつ?]
- FC琉球（Jリーグ）[9] 2017シーズン
- 香港レンジャース[10]（香港プレミアリーグ ）2016シーズン

### リーグ
- 日本ブラインドサッカー協会[11] 2015年〜現在[いつ?]
- 日本フットサルリーグ[12] 2015/16シーズン〜現在[いつ?]
- 東アジアサッカー連盟[13] 2016年〜2017年

## 大会
- 全国高等学校サッカー選手権大会 （第100回大会からオフィシャルウェアサプライヤーとして参加。）